# Liste des monuments historiques de Montaigu-Zichem
Cette page regroupe l'ensemble des monuments classés de la ville belge de Montaigu-Zichem.
| Objet                                                   | Statut du classement? | Année de construction/architecte | Section communale | Adresse                         | Coordonnées                      | Numéro d'inventaire | Illustration                                           |
| ------------------------------------------------------- | --------------------- | -------------------------------- | ----------------- | ------------------------------- | -------------------------------- | ------------------- | ------------------------------------------------------ |
| (nl) Watermolen                                         | Oui                   |                                  | Zichem            | Pater R. Van De Wouwerstraat 15 | 51° 00′ 08″ nord, 4° 59′ 05″ est | 200025              | (nl) Watermolen                                        |
| (nl) Landhuis Michiels (ca. 1903)                       | Oui                   |                                  | Scherpenheuvel    | Rozenstraat 16                  | 50° 58′ 55″ nord, 4° 58′ 21″ est | 200088              | Téléverser                                             |
| (nl) Zomereik (Quercus robur L.) met ondergrondse delen | Oui                   |                                  |                   | Prinsenbosstraat                | 50° 58′ 26″ nord, 5° 00′ 47″ est | 200272              | Téléverser                                             |
| (nl) Onze-Lieve-Vrouwebasiliek en bijhorend klooster    | Oui                   |                                  | Scherpenheuvel    | Albertusplein                   | 50° 58′ 49″ nord, 4° 58′ 42″ est | 42731               | (nl) Onze-Lieve-Vrouwebasiliek en bijhorend klooster   |
| (nl) Landschap                                          |                       |                                  | Scherpenheuvel    | Basilieklaan                    | 50° 58′ 49″ nord, 4° 58′ 38″ est | 42732               | Téléverser                                             |
| (nl) Klooster der Oratorianen                           |                       |                                  | Scherpenheuvel    | Isabellaplein z.nr.             | 50° 58′ 50″ nord, 4° 58′ 46″ est | 42733               | Téléverser                                             |
| (nl) Voorgevel, rondbooginrijpoort                      |                       |                                  | Scherpenheuvel    | Albertusplein 4                 | 50° 58′ 48″ nord, 4° 58′ 36″ est | 42734               | Téléverser                                             |
| (nl) Langshuis 1636                                     |                       |                                  | Scherpenheuvel    | Albertusplein 14                | 50° 58′ 46″ nord, 4° 58′ 40″ est | 42735               | Téléverser                                             |
| (nl) Langshuis 1636                                     |                       |                                  | Scherpenheuvel    | Albertusplein 15                | 50° 58′ 46″ nord, 4° 58′ 40″ est | 42735               | Téléverser                                             |
| (nl) Dubbelhuis XVIII B                                 |                       |                                  | Scherpenheuvel    | Albertusplein 19                | 50° 58′ 45″ nord, 4° 58′ 42″ est | 42736               | Téléverser                                             |
| (nl) Huis der Aartshertogen, renaissancewoning          | Oui                   |                                  | Scherpenheuvel    | Isabellaplein 1                 | 50° 58′ 49″ nord, 4° 58′ 36″ est | 42737               | Téléverser                                             |
| (nl) Dubbelhuis 1714                                    |                       |                                  | Scherpenheuvel    | Basilieklaan 11                 | 50° 58′ 49″ nord, 4° 58′ 33″ est | 42739               | Téléverser                                             |
| (nl) Dubbelhuis                                         |                       |                                  | Scherpenheuvel    | Mannenberg 25                   | 50° 58′ 45″ nord, 4° 57′ 25″ est | 42741               | Téléverser                                             |
| (nl) Loboshof, hoeve                                    | Oui                   |                                  | Scherpenheuvel    | Lobosstraat 1                   | 50° 58′ 35″ nord, 4° 57′ 03″ est | 42742               | Téléverser                                             |
| (nl) Dubbelhuis                                         |                       |                                  | Scherpenheuvel    | Rozenkranslaan 5                | 50° 58′ 53″ nord, 4° 58′ 43″ est | 42744               | Téléverser                                             |
| (nl) Parochiekerk Sint-Eustachius                       | Oui                   |                                  | Zichem            | Pater R. Van De Wouwerstraat    | 51° 00′ 05″ nord, 4° 59′ 04″ est | 42745               | (nl) Parochiekerk Sint-Eustachius                      |
| (nl) Elzenklooster                                      | Oui                   |                                  | Zichem            | Ter Elzen 17                    | 51° 00′ 06″ nord, 4° 58′ 53″ est | 42746               | Téléverser                                             |
| (nl) Maagdentoren                                       | Oui                   |                                  | Zichem            | Ernest Claesstraat              | 51° 00′ 07″ nord, 4° 59′ 32″ est | 42747               | Téléverser                                             |
| (nl) Woonhuis A 1617                                    | Oui                   |                                  | Zichem            | Markt 1                         | 51° 00′ 07″ nord, 4° 59′ 18″ est | 42748               | Téléverser                                             |
| (nl) Woonhuis A 1617                                    | Oui                   |                                  | Zichem            | Markt 2                         | 51° 00′ 07″ nord, 4° 59′ 18″ est | 42748               | Téléverser                                             |
| (nl) Huis XVIII                                         |                       |                                  | Zichem            | Markt 4                         | 51° 00′ 06″ nord, 4° 59′ 19″ est | 42749               | Téléverser                                             |
| (nl) Dorpswoning XVIII                                  |                       |                                  | Zichem            | Markt 7                         | 51° 00′ 05″ nord, 4° 59′ 17″ est | 42750               | Téléverser                                             |
| (nl) Dubbelhuis XIX A                                   |                       |                                  | Zichem            | Markt 16                        | 51° 00′ 04″ nord, 4° 59′ 14″ est | 42751               | Téléverser                                             |
| (nl) Dubbelhuis XVIII A                                 |                       |                                  | Zichem            | Markt 24                        | 51° 00′ 04″ nord, 4° 59′ 09″ est | 42752               | Téléverser                                             |
| (nl) Rondbooginrijpoort                                 |                       |                                  | Zichem            | Markt 31                        | 51° 00′ 07″ nord, 4° 59′ 10″ est | 42753               | Téléverser                                             |
| (nl) Oranjekasteel, kern XVII                           |                       |                                  | Zichem            | Kranenburgstraat 36             | 51° 00′ 03″ nord, 4° 59′ 25″ est | 42754               | Téléverser                                             |
| (nl) Pastorie, dubbelhuis XVIII d                       |                       |                                  | Zichem            | Pater R. Van De Wouwerstraat 3  | 51° 00′ 07″ nord, 4° 59′ 08″ est | 42756               | Téléverser                                             |
| (nl) Craenenburg, hoeve XVII-XVIII                      |                       |                                  | Zichem            | Steenweg Diest 9                | 50° 59′ 47″ nord, 4° 59′ 37″ est | 42757               | Téléverser                                             |
| (nl) Abdij van Averbode                                 | Oui                   |                                  | Averbode          | Abdijstraat 1                   | 51° 02′ 01″ nord, 4° 58′ 46″ est | 42758               | (nl) Abdij van Averbode                                |
| (nl) Abdijkerk Onze-Lieve-Vrouw bij Abdij van Averbode  | Oui                   |                                  | Averbode          | Abdijstraat 1                   | 51° 02′ 03″ nord, 4° 58′ 40″ est | 42759               | (nl) Abdijkerk Onze-Lieve-Vrouw bij Abdij van Averbode |
| (nl) Parochiekerk Sint-Michiel                          | Oui                   |                                  | Messelbroek       | Testeltsebaan                   | 50° 59′ 46″ nord, 4° 56′ 15″ est | 42760               | Téléverser                                             |
| (nl) Parochiekerk Sint-Pieter                           | Oui                   |                                  | Testelt           | Dorp                            | 51° 00′ 31″ nord, 4° 57′ 07″ est | 42763               | (nl) Parochiekerk Sint-Pieter                          |
| (nl) Landschap                                          | Oui                   |                                  | Testelt           | Dorp                            | 51° 00′ 31″ nord, 4° 57′ 06″ est | 42764               | Téléverser                                             |
| (nl) Watermolen                                         | Oui                   |                                  | Testelt           | Dorp 34                         | 51° 00′ 30″ nord, 4° 57′ 11″ est | 42766               | (nl) Watermolen                                        |
| (nl) Pastorie, XVII                                     | Oui                   |                                  | Testelt           | Dijk 4                          | 51° 00′ 29″ nord, 4° 57′ 15″ est | 42767               | Téléverser                                             |
| (nl) Pastorie                                           | Oui                   |                                  | Messelbroek       | Testeltsebaan 2                 | 50° 59′ 47″ nord, 4° 56′ 17″ est | 83620               | Téléverser                                             |